# Sérgio Sousa Pinto
Sérgio Sousa Pinto este un om politic portughez, membru al Parlamentului European în perioada 1999-2004 din partea Portugaliei.